# Lotus 81
Lotus 81 je Lotusov dirkalnik Formule 1, ki je bil v uporabi v sezonah 1980 in 1981. Zasnoval ga je Colin Chapman, dirkalnik pa v nasprotju z mnogimi Lotusovimi iz tega obdobja časa ni posebej revolucionaren niti ni bil posebej uspešen, saj naj bi v tem času Chapmanovo zanimanje za šport počasi plahnelo. 
Je običajne aerodinamične oblike, ki proizvaja podtlak pod dirkalnikom, krila na spodnjem delu šasije in 3.0L V8 motor Cosworth DFV. Dirkalnik je proizvajal velik podtlak, toda imel je velike težave s stabilnostjo, kar je sčasoma Chapmana prisililo v razvoj revolucionarnega dirkalnika Lotus 88, ki je imel dvojno šasijo, eno znotraj druge. 
Mario Andretti in Elio de Angelis sta dirkalnik uporabljala v sezoni 1980, z njim pa je v Formuli 1 debitiral tudi Nigel Mansell. Najboljši rezultat je bilo drugo mesto de Angelisa na dirki za Veliko nagrado Brazilije. Chapman je nameraval že od začetka sezone 1981 uporabljati nov dirkalnik Lotus 88, toda zaradi spora o njegovi legalnosti so na prvih štirih uporabili še dirkalnik Lotus 81, nato pa dirkalnik Lotus 87. Z 81-ko je Mansell dosegel tretje mesto na dirki za Veliko nagrado Belgije, de Angelis pa še tri uvrstitve med dobitnike točk. 